# Aenganyar
Aenganyar is een bestuurslaag in het regentschap Sumenep van de provincie Oost-Java, Indonesië. Aenganyar telt 3175 inwoners (volkstelling 2010).